# Mahmoud Dahoud
Mahmoud Dahoud (ur. 1 stycznia 1996 w Amudzie) – syryjski piłkarz  niemieckiego pochodzenia występujący na pozycji pomocnika w niemieckim klubie VfB Stuttgart, do którego jest wypożyczony z Brighton oraz w reprezentacji Niemiec. Wychowanek Borussii Mönchengladbach.